# Sphaeroma tuberculatum
Sphaeroma tuberculatum är en kräftdjursart som beskrevs av Purusotham och Rao 1971. Sphaeroma tuberculatum ingår i släktet Sphaeroma och familjen klotkräftor. Inga underarter finns listade i Catalogue of Life.